# Magüi Serna
María Luisa « Magüi » Serna (née le 1er mars 1979 à Las Palmas de Gran Canaria) est une joueuse de tennis espagnole, professionnelle de 1996 à 2006.
Gauchère dotée d'un revers slicé à une main particulièrement atypique et venimeux, elle a compté sans presque discontinuer parmi les trente à quarante meilleures joueuses mondiales pendant l'essentiel de sa carrière, se hissant même au 19e rang le 12 janvier 2004.
En 2000, elle a atteint les quarts de finale à Wimbledon, battue par Jelena Dokić non sans avoir sorti Mary Pierce (tête de série numéro 3) au 2e tour. Il s'agit de sa meilleure performance en simple dans une épreuve du Grand Chelem.
Magüi Serna a gagné trois titres WTA en simple (dont deux fois de suite l'Open d'Estoril) et deux en double dames. Elle a enfin régulièrement fait partie de l'équipe espagnole de Fed Cup, disputant notamment deux finales en 2000 et 2002.

## Palmarès

### Titres en simple dames
| No | Date       | Nom et lieu du tournoi       | Catégorie | Dotation  | Surface      | Finaliste     | Score         |          |
| -- | ---------- | ---------------------------- | --------- | --------- | ------------ | ------------- | ------------- | -------- |
| 1  | 08/04/2002 | Estoril Open, Estoril        | Tier IV   | 140 000 $ | Terre (ext.) | Anca Barna    | 6-4, 6-2      | Parcours |
| 2  | 07/04/2003 | Estoril Open, Estoril        | Tier IV   | 140 000 $ | Terre (ext.) | Julia Schruff | 6-4, 6-1      | Parcours |
| 3  | 14/04/2003 | Tippmix Grand Prix, Budapest | Tier V    | 110 000 $ | Terre (ext.) | Alicia Molik  | 3-6, 7-5, 6-4 | Parcours |

### Finales en simple dames
| No | Date       | Nom et lieu du tournoi                    | Catégorie | Dotation  | Surface      | Vainqueure        | Score         |          |
| -- | ---------- | ----------------------------------------- | --------- | --------- | ------------ | ----------------- | ------------- | -------- |
| 1  | 02/04/2001 | Porto Open, Porto                         | Tier IV   | 140 000 $ | Terre (ext.) | Arantxa Sánchez   | 6-3, 6-1      | Parcours |
| 2  | 18/06/2001 | Britannic Asset Championships, Eastbourne | Tier II   | 565 000 $ | Gazon (ext.) | Lindsay Davenport | 6-2, 6-0      | Parcours |
| 3  | 01/04/2002 | Porto Open, Porto                         | Tier IV   | 140 000 $ | Terre (ext.) | Angeles Montolio  | 6-1, 2-6, 7-5 | Parcours |

### Titres en double dames
| No | Date       | Nom et lieu du tournoi                         | Catégorie | Dotation  | Surface      | Partenaire             | Finalistes                            | Score    |          |
| -- | ---------- | ---------------------------------------------- | --------- | --------- | ------------ | ---------------------- | ------------------------------------- | -------- | -------- |
| 1  | 16/07/2001 | Sanex Trophy Knokke-Heist                      | Tier IV   | 150 000 $ | Terre (ext.) | Virginia Ruano Pascual | Ruxandra Dragomir Andreea Vanc        | 6-4, 6-3 | Parcours |
| 2  | 14/06/2004 | Hastings Direct Int’l Championships Eastbourne | Tier II   | 585 000 $ | Gazon (ext.) | Alicia Molik           | Svetlana Kuznetsova Elena Likhovtseva | 6-4, 6-4 | Parcours |

### Finales en double dames
| No | Date       | Nom et lieu du tournoi                   | Catégorie | Dotation    | Surface      | Vainqueures                         | Partenaire        | Score         |          |
| -- | ---------- | ---------------------------------------- | --------- | ----------- | ------------ | ----------------------------------- | ----------------- | ------------- | -------- |
| 1  | 15/05/2000 | Italian Open Rome                        | Tier I    | 1 080 000 $ | Terre (ext.) | Lisa Raymond Rennae Stubbs          | Arantxa Sánchez   | 6-3, 4-6, 6-3 | Parcours |
| 2  | 01/04/2002 | Porto Open Porto                         | Tier IV   | 140 000 $   | Terre (ext.) | Cara Black Irina Selyutina          | Kristie Boogert   | 7-66, 6-4     | Parcours |
| 3  | 16/06/2003 | Hastings Direct Championships Eastbourne | Tier II   | 585 000 $   | Gazon (ext.) | Lindsay Davenport Lisa Raymond      | Jennifer Capriati | 6-3, 6-2      | Parcours |
| 4  | 18/08/2003 | Pilot Pen Tennis by Michelob New Haven   | Tier II   | 625 000 $   | Dur (ext.)   | Virginia Ruano Pascual Paola Suárez | Alicia Molik      | 7-66, 6-3     | Parcours |

## Parcours en Grand Chelem

### En simple dames
| Année | Open d'Australie | Open d'Australie  | Internationaux de France | Internationaux de France | Wimbledon       | Wimbledon         | US Open         | US Open           |
| ----- | ---------------- | ----------------- | ------------------------ | ------------------------ | --------------- | ----------------- | --------------- | ----------------- |
| 1997  | 3e tour (1/16)   | Amanda Coetzer    | 3e tour (1/16)           | Steffi Graf              | 3e tour (1/16)  | Mary Pierce       | 4e tour (1/8)   | Lindsay Davenport |
| 1998  | 2e tour (1/32)   | Ruxandra Dragomir | 4e tour (1/8)            | Patty Schnyder           | 4e tour (1/8)   | Lindsay Davenport | 1er tour (1/64) | M. Vento-Kabchi   |
| 1999  | 2e tour (1/32)   | Serena Williams   | 1er tour (1/64)          | Barbara Rittner          | 1er tour (1/64) | Nicole Arendt     | 3e tour (1/16)  | Sabine Appelmans  |
| 2000  | 2e tour (1/32)   | Florencia Labat   | 3e tour (1/16)           | Arantxa Sánchez          | 1/4 de finale   | Jelena Dokić      | 4e tour (1/8)   | Venus Williams    |
| 2001  | 2e tour (1/32)   | Émilie Loit       | 2e tour (1/32)           | Nadia Petrova            | 1er tour (1/64) | Nadia Petrova     | 1er tour (1/64) | Eva Bes-Ostariz   |
| 2002  | 3e tour (1/16)   | Elena Dementieva  | 1er tour (1/64)          | Nicole Pratt             | 1er tour (1/64) | Rita Grande       | 1er tour (1/64) | Cho Yoon-jeong    |
| 2003  | 2e tour (1/32)   | Clarisa Fernández | 4e tour (1/8)            | Amélie Mauresmo          | 2e tour (1/32)  | Maja Matevžič     | 2e tour (1/32)  | M.A. Sánchez      |
| 2004  | 1er tour (1/64)  | Mara Santangelo   | 2e tour (1/32)           | Vera Zvonareva           | 3e tour (1/16)  | Serena Williams   | 2e tour (1/32)  | Jennifer Capriati |
| 2005  | 1er tour (1/64)  | Magdalena Maleeva | -                        | -                        | -               | -                 | -               | -                 |

À droite du résultat, l’ultime adversaire.

### En double dames
| Année | Open d'Australie              | Open d'Australie          | Internationaux de France     | Internationaux de France   | Wimbledon                    | Wimbledon                   | US Open                      | US Open                       |
| ----- | ----------------------------- | ------------------------- | ---------------------------- | -------------------------- | ---------------------------- | --------------------------- | ---------------------------- | ----------------------------- |
| 2000  | 1er tour (1/32) A. Sánchez    | Els Callens D. Monami     | 3e tour (1/8) Shaughnessy    | C. Martínez P. Tarabini    | 1er tour (1/32) Shaughnessy  | A. Mauresmo A. Sánchez      | 2e tour (1/16) Shaughnessy   | A. Coetzer Lori McNeil        |
| 2001  | 3e tour (1/8) Kimberly Po     | V. Ruano Paola Suárez     | 1er tour (1/32) A. Stevenson | S. Plischke Vanessa Webb   | 3e tour (1/8) Justine Henin  | Maja Matevžič Dragana Zarić | 2e tour (1/16) P. Tarabini   | L. Courtois Alicia Molik      |
| 2002  | 1/2 finale C. Martínez        | D. Hantuchová A. Sánchez  | 3e tour (1/8) Alicia Molik   | Petra Mandula P. Wartusch  | 1er tour (1/32) Alicia Molik | Els Callens Shaughnessy     | 1er tour (1/32) B. Rittner   | A. Cargill A. Harkleroad      |
| 2003  | 1er tour (1/32) K. Boogert    | Maja Matevžič H. Nagyová  | 1er tour (1/32) K. Boogert   | D. Hantuchová Chanda Rubin | 1er tour (1/32) K. Boogert   | S. Asagoe Nana Miyagi       | 1er tour (1/32) Alicia Molik | E. Dementieva Krasnoroutskaïa |
| 2004  | 1er tour (1/32) S. Cohen      | Liezel Huber Ai Sugiyama  | 1er tour (1/32) Alicia Molik | B. Mattek A. Spears        | 2e tour (1/16) Alicia Molik  | T. Golovin Mary Pierce      | 1er tour (1/32) Alicia Molik | M. Camerin M. Sequera         |
| 2005  | 1er tour (1/32) Arantxa Parra | L. Dekmeijere Nana Miyagi | -                            | -                          | -                            | -                           | -                            | -                             |

Sous le résultat, la partenaire ; à droite, l’ultime équipe adverse.

### En double mixte
| Année | Open d'Australie              | Open d'Australie         | Internationaux de France     | Internationaux de France | Wimbledon                     | Wimbledon                | US Open | US Open |
| ----- | ----------------------------- | ------------------------ | ---------------------------- | ------------------------ | ----------------------------- | ------------------------ | ------- | ------- |
| 2001  | -                             | -                        | -                            | -                        | 2e tour (1/16) A. Kratzmann   | Likhovtseva M. Bhupathi  | -       | -       |
| 2004  | 1er tour (1/16) Mark Merklein | Rita Grande M. Rodríguez | 1er tour (1/16) M. Rodríguez | Navrátilová Leander Paes | 1er tour (1/32) Mark Merklein | M. Casanova Yves Allegro | -       | -       |

Sous le résultat, le partenaire ; à droite, l’ultime équipe adverse.

## Parcours aux Jeux olympiques

### En simple dames
| # | Date       | Nom de l'olympiade           | Surface    | Résultat        | Ultime adversaire | Score    |          |
| - | ---------- | ---------------------------- | ---------- | --------------- | ----------------- | -------- | -------- |
| 1 | 19/09/2000 | Olympic Tennis Event Sydney  | Dur (ext.) | 1er tour (1/32) | Nathalie Dechy    | 6-1, 6-2 | Parcours |
| 2 | 15/08/2004 | Olympic Tennis Event Athènes | Dur (ext.) | 1er tour (1/32) | Anastasia Myskina | 6-0, 6-1 | Parcours |

## Parcours en Fed Cup
| #                                                                         | Date       | Lieu              | Surface         | Gagnante(s)                         | Perdante(s)                   | Score          |          |
|                                                                           |            |                   |                 |                                     |                               |                |          |
| 1997 - 1/4 de finale (groupe mondial) - Belgique - Espagne - 5 : 0        |            |                   |                 |                                     |                               |                |          |
| 1                                                                         | 01/03/1997 | Sprimont          | Dur (int.)      | Sabine Appelmans                    | Magüi Serna                   | 6-1, 4-6, 6-3  | Parcours |
| 1                                                                         | 01/03/1997 | Sprimont          | Dur (int.)      | Els Callens                         | Magüi Serna                   | 6-1, 6-3       | Parcours |
|                                                                           |            |                   |                 |                                     |                               |                |          |
| 1997 - Barrage (groupe mondial I) - Australie - Espagne - 2 : 3           |            |                   |                 |                                     |                               |                |          |
| 2                                                                         | 12/07/1997 | Hope Island       | Dur (ext.)      | Annabel Ellwood                     | Magüi Serna                   | 6-4, 6-2       | Parcours |
| 2                                                                         | 12/07/1997 | Hope Island       | Dur (ext.)      | Magüi Serna                         | Rachel McQuillan              | 6-1, 6-3       | Parcours |
|                                                                           |            |                   |                 |                                     |                               |                |          |
| 1998 - 1/4 de finale (groupe mondial) - Allemagne - Espagne - 2 : 3       |            |                   |                 |                                     |                               |                |          |
| 3                                                                         | 18/04/1998 | Sarrebruck        | Moquette (int.) | Magüi Serna                         | Andrea Glass                  | 6-3, 6-73, 6-3 | Parcours |
| 3                                                                         | 18/04/1998 | Sarrebruck        | Moquette (int.) | Magüi Serna                         | Jana Kandarr                  | 6-3, 6-4       | Parcours |
| 3                                                                         | 18/04/1998 | Sarrebruck        | Moquette (int.) | Conchita Martínez Magüi Serna       | Andrea Glass Wiltrud Probst   | 6-4, 7-65      | Parcours |
|                                                                           |            |                   |                 |                                     |                               |                |          |
| 1999 - 1/4 de finale (groupe mondial) - Italie - Espagne - 3 : 2          |            |                   |                 |                                     |                               |                |          |
| 4                                                                         | 17/04/1999 | Reggio de Calabre | Moquette (int.) | Magüi Serna                         | Rita Grande                   | 6-2, 6-4       | Parcours |
| 4                                                                         | 17/04/1999 | Reggio de Calabre | Moquette (int.) | Silvia Farina                       | Magüi Serna                   | 3-6, 7-64, 6-4 | Parcours |
|                                                                           |            |                   |                 |                                     |                               |                |          |
| 2000 - Round robin (groupe mondial) - Italie - Espagne - 0 : 3            |            |                   |                 |                                     |                               |                |          |
| 5                                                                         | 27/04/2000 | Bari              | Terre (ext.)    | Magüi Serna Cristina Torrens        | Giulia Casoni Rita Grande     | 6-2, 3-6, 6-1  | Parcours |
|                                                                           |            |                   |                 |                                     |                               |                |          |
| 2000 - Round robin (groupe mondial) - Croatie - Espagne - 1 : 2           |            |                   |                 |                                     |                               |                |          |
| 6                                                                         | 28/04/2000 | Bari              | Terre (ext.)    | Jelena Kostanić Iva Majoli          | Magüi Serna Cristina Torrens  | 6-3, 7-63      | Parcours |
|                                                                           |            |                   |                 |                                     |                               |                |          |
| 2000 - 1/2 finale (groupe mondial) - République tchèque - Espagne - 1 : 2 |            |                   |                 |                                     |                               |                |          |
| 7                                                                         | 21/11/2000 | Las Vegas         | Moquette (int.) | Dája Bedáňová Květa Hrdličková      | Virginia Ruano Magüi Serna    | 1-6, 6-3, 7-65 | Parcours |
|                                                                           |            |                   |                 |                                     |                               |                |          |
| 2000 - Finale (groupe mondial) - États-Unis - Espagne - 5 : 0             |            |                   |                 |                                     |                               |                |          |
| 8                                                                         | 24/11/2000 | Las Vegas         | Moquette (int.) | Jennifer Capriati Lisa Raymond      | Virginia Ruano Magüi Serna    | 4-6, 6-4, 6-2  | Parcours |
|                                                                           |            |                   |                 |                                     |                               |                |          |
| 2002 - 1er tour (groupe mondial) - Espagne - Hongrie - 4 : 1              |            |                   |                 |                                     |                               |                |          |
| 9                                                                         | 27/04/2002 | Almería           | Terre (ext.)    | Magüi Serna                         | Rita Kuti-Kis                 | 6-3, 6-1       | Parcours |
|                                                                           |            |                   |                 |                                     |                               |                |          |
| 2002 - 1/4 de finale (groupe mondial) - Espagne - Allemagne - 5 : 0       |            |                   |                 |                                     |                               |                |          |
| 10                                                                        | 20/07/2002 | Majorque          | Terre (ext.)    | Virginia Ruano Magüi Serna          | Bianka Lamade Barbara Rittner | 6-3, 6-3       | Parcours |
|                                                                           |            |                   |                 |                                     |                               |                |          |
| 2002 - Finale (groupe mondial) - Espagne - Slovaquie - 1 : 3              |            |                   |                 |                                     |                               |                |          |
| 11                                                                        | 02/11/2002 | Grande Canarie    | Dur (int.)      | Daniela Hantuchová                  | Magüi Serna                   | 6-2, 6-1       | Parcours |
| 11                                                                        | 02/11/2002 | Grande Canarie    | Dur (int.)      | Daniela Hantuchová Janette Husárová | Virginia Ruano Magüi Serna    | Non joué       | Parcours |
|                                                                           |            |                   |                 |                                     |                               |                |          |
| 2003 - 1er tour (groupe mondial) - Espagne - Australie - 3 : 2            |            |                   |                 |                                     |                               |                |          |
| 12                                                                        | 26/04/2003 | Tarragone         | Terre (ext.)    | Magüi Serna                         | Nicole Pratt                  | 6-3, 6-2       | Parcours |
| 12                                                                        | 26/04/2003 | Tarragone         | Terre (ext.)    | Magüi Serna                         | Alicia Molik                  | 6-4, 6-1       | Parcours |
|                                                                           |            |                   |                 |                                     |                               |                |          |
| 2003 - 1/4 de finale (groupe mondial) - Espagne - France - 1 : 4          |            |                   |                 |                                     |                               |                |          |
| 13                                                                        | 19/07/2003 | Oviedo            | Terre (ext.)    | Nathalie Dechy                      | Magüi Serna                   | 6-3, 6-4       | Parcours |
| 13                                                                        | 19/07/2003 | Oviedo            | Terre (ext.)    | Amélie Mauresmo                     | Magüi Serna                   | 7-5, 6-2       | Parcours |

## Classements WTA en fin de saison

### En simple
| Année | 1994 | 1995 | 1996 | 1997 | 1998 | 1999 | 2000 | 2001 | 2002 | 2003 | 2004 | 2005 | 2006 |
| Rang  | 342  | 357  | 164  | 41   | 24   | 39   | 38   | 26   | 50   | 22   | 102  | 378  | 609  |

Source : (en) « Classements de Magüi Serna », sur le site officiel du WTA Tour

### En double
| Année | 1994 | 1995 | 1996 | 1997 | 1998 | 1999 | 2000 | 2001 | 2002 | 2003 | 2004 | 2005 |
| Rang  | 448  | 537  | 329  | 844  | 323  | 171  | 63   | 51   | 38   | 32   | 48   | 507  |

Source : (en) « Classements de Magüi Serna », sur le site officiel du WTA Tour